# Hardary
Das Hardary, auch der Coss, Cos, war ein Längenmaß und hatte als sogenannte bengalische Meile in Seringapatam (Ostindien) eine Länge von 1828,767 Meter, also etwa 1 1/5 engl. Meile (3,65 Meilen).
- 1 Äquatorgrad = 60,76 Hardary/Coss
- 1 Hardary = 1000 Fathoms = 2000 Yards (engl.)[1]
- 1 Hardary = 6000 Gujahs

Das Gujah/Guz wurde mit 433,491 Pariser Linien oder 38,5 Zoll (engl.) = 0,9776 Meter gerechnet.
In dem britischen ostindischen Staat Mysore waren die Maße
- 1 Hardary/Hardari = 6000 Gjuhdschahs = 19.250 Fuß (engl.) = 6,85 Meilen (engl.) = 5867,3 Meter

Der allgemein gebräuchliche Hardary war um 25 % kleiner als der gesetzliche und es waren somit
- 1 Hardary = 4500 Gjuhdschahs = 14.437 ⅓ Fuß (engl.) = 2,8875 Meilen (engl.) = 4400,5 Meter
- 4 Hardary = 1 Gavada/Gavehda/Jodschan oder eine Tagesreise
- 1 Coss = 4000 Covid (Bombay, Kalkutta, Madras)
- 1 Coss = 1,7888 Kilometer[6]